# Alice B. Toklas
Alice Babette Toklas (San Francisco, Californië, 30 april 1877 – Parijs, 7 maart 1967) was een in de Verenigde Staten geboren lid van de Parijse avant-garde uit het begin van de 20e eeuw; ze was de levenspartner van de eveneens Amerikaanse schrijfster en dichteres Gertrude Stein.

## Jeugd
Toklas werd in San Francisco geboren in een joods middenklassegezin. Haar vader was een Pools legerofficier geweest. Alice volgde haar middelbare-schoolopleiding in San Francisco en Seattle en studeerde korte tijd muziekwetenschap aan de universiteit van Washington.

## Relatie met Gertrude Stein
Toklas ontmoette Gertrude Stein in september 1907 in Parijs, op de dag dat zij daar aankwam vanuit San Francisco, dat kort tevoren, in 1906, getroffen was door de beruchte verwoestende aardbeving. Samen traden zij op als gastvrouw van een salon voor schrijvers en kunstenaars in hun woning. Deze salon trok vooral in Frankrijk verblijvende Amerikaanse schrijvers, zoals Ernest Hemingway, Paul Bowles, Thornton Wilder en Sherwood Anderson; verder kwamen er avant-gardeschilders, onder wie Pablo Picasso, Henri Matisse en Georges Braque.
In haar rol van Steins vertrouwelinge, geliefde, kokkin, secretaris, muze, editeur en critica die hun zaken in goede banen leidde, bleef Toklas een figuur op de achtergrond die voor een belangrijk deel in de schaduw van Stein leefde. Dit bleef zo tot Steins publicatie van Toklas' "memoires" in 1933 onder de plagerige titel De autobiografie van Alice B. Toklas; dit werd Steins best verkochte boek.
De Amerikaanse dichter James Merrill schreef dat hij vóór hij Toklas ontmoette, wist van haar minieme gestalte, haar sandalen, haar snor en haar ogen, maar dat hij niet voorbereid was op de betovering van haar stem: die klonk "als een altviool in de schemering".
Toklas en Stein bleven samen tot de dood van Stein in 1946.

## Leven na de dood van Stein
Hoewel Gertrude Stein veel van haar bezittingen aan Toklas had vermaakt, dit met inbegrip van hun gezamenlijke kunstcollectie – in hun woning aan de rue Christine nummer 5 bevonden zich onder meer een aantal Picasso’s – was hierbij een probleem dat hun relatie niet wettelijk erkend was. Terwijl veel van de schilderijen sterk in waarde stegen, ondernamen Steins verwanten actie om ze op te eisen. Uiteindelijk werden ze uit Toklas’ woning gehaald terwijl zij op vakantie was; ze werden daarbij in een bankkluis opgeslagen.
Vanaf dat moment was Toklas aangewezen op bijdragen van vrienden en verder op het geld dat zij met schrijven verdiende.
In 1954 gaf Toklas The Alice B. Toklas Cookbook uit, een boek dat zowel recepten als herinneringen bevat. Het beroemdste recept, dat haar vriend Brion Gysin voor het boek leverde, is dat voor een hasjcake, een mengsel van fruit, noten, kruiden en cannabis of marihuana. Later werd haar naam verbonden aan een serie cannabis bevattende brouwsels die “Alice B. Toklas brownies” werden genoemd. Dit kookboek is ook in diverse andere talen vertaald. Een tweede kookboek volgde in 1958: Aromas and Flavors of Past and Present (“Aroma’s en smaken uit heden en verleden”). Deze uitgave had echter niet de instemming van Toklas, omdat het boek vóór verschijnen zwaar bewerkt was door de uitgever.
Verder schreef Toklas artikelen in verschillende tijdschriften en kranten, onder meer in The New Republic en de New York Times.
In 1963 publiceerde Toklas haar autobiografie What Is Remembered (Wat ik mij herinner); haar verhaal eindigt abrupt met de dood van Gertrude Stein.
Toklas' latere leven was zeer moeilijk vanwege haar slechte gezondheid in combinatie met haar financiële problemen. Op hoge leeftijd werd ze rooms-katholiek. Ze stierf in armoede op de leeftijd van 89 jaar en is naast Gertrude Stein begraven op de Parijse begraafplaats Père Lachaise; haar naam is gebeiteld op de achterkant van de grafsteen van Stein.